# Drimia capensis
Drimia capensis är en sparrisväxtart som först beskrevs av Nicolaas Laurens Nicolaus Laurent Burman, och fick sitt nu gällande namn av Wijnands. Drimia capensis ingår i släktet Drimia och familjen sparrisväxter. Inga underarter finns listade i Catalogue of Life.